# 2012 في الهند
فيما يلي قوائم الأحداث التي وقعت خلال عام 2012 في الهند.

## أحداث
- 11 أبريل – زلزال آتشيه 2012
- 30 يوليو – أزمة الكهرباء في الهند 2012

## سياسة

### تعيين في المنصب
- 2 مايو – ساشين تندولكار عضو راجيا سابها [الإنجليزية]‏.
- 25 يوليو – براناب مخرجي رئيس الهند.

### انتهاء فترة المنصب
- 26 يونيو – براناب مخرجي وزير المالية الهندي [الإنجليزية]‏، عضو لوك سابها [الإنجليزية]‏.
- 25 يوليو – براتيبا باتيل رئيس الهند.

## أفلام
من الأفلام التي صدرت هذه السنة في الهند:
- 1 يناير – السيدات ضد ريكي باهل من إخراج مانيش شارما.
- 1 يناير – العميل فينود من إخراج سريرام راغافان.
- 1 يناير – إيك تا تايغر من إخراج كبير خان.
- 1 يناير – بارفي! من إخراج أنوراغ باسو.
- 1 يناير – تيري ميري كاهاني من إخراج كونال كوهلي.
- 1 يناير – تيزز من إخراج بريادارشان [الإنجليزية]‏.
- 1 يناير – جاب تاك هاي جان من إخراج ياش تشوبرا.
- 1 يناير – جسم 2 من إخراج بوجا بهات.
- 1 يناير – جولاي من إخراج Trivikram Srinivas [الإنجليزية]‏.
- 1 يناير – دابانغ 2 من إخراج أرباز خان.
- 1 يناير – راودي راثور من إخراج برابهو ديفا.
- 1 يناير – ركوب الفيراري من إخراج Rajesh Mapuskar [الإنجليزية]‏.
- 1 يناير – طالب السنة من إخراج كاران جوهر.
- 1 يناير – طريق النار من إخراج كاران جوهر، ياش جوهر، Karan Malhotra [الإنجليزية]‏.
- 1 يناير – كهاني من إخراج Sujoy Ghosh [الإنجليزية]‏.
- 1 يناير – كوكتيل من إخراج Homi Adajania [الإنجليزية]‏.
- 1 يناير – ليلة عيد الحب
- 25 مايو – أرجون: الأمير المحارب
- 20 سبتمبر – البطلة من إخراج Madhur Bhandarkar [الإنجليزية]‏.

## برامج ومسلسلات وأنمي
- باليكا فادهو

## وفيات

### يوليو
- 18 يوليو – راجيش خانا (مواليد 1942)[1]
- 23 يوليو – لاكشمي ساهجال (مواليد 1914)[2]

### ديسمبر
- 11 ديسمبر – رافي شانكار (مواليد 1920)[3]
- 20 ديسمبر – ليزلي كلاوديوس (مواليد 1927)[4]